# 426
426 (CDXXVI, na numeração romana) foi um ano comum do século V do  Calendário Juliano, da Era de Cristo, e a sua letra dominical foi C, totalizando 52 semanas, com início a uma sexta-feira e terminou também a uma sexta-feira. Segundo o horóscopo chinês, foi o ano do Tigre.
| Ano completo                       |
| ---------------------------------- |
| Ano comum com início à sexta-feira |

## Mortes
- Castor de Apt - santo cristão.[1]